# Любешь
Любешь — река в Торопецком районе Тверской области. Правый приток Оки (бассейн Куньи). Длина реки составляет 10,4 километра.

## Течение
Река протекает по территории Пожинского сельского поселения Торопецкого района.
Любешь берёт начало недалеко от деревни Змейкино. Течёт в северо-западном направлении, перед устьем поворачивает на юг. Протекает по заболоченной и лесной местности. Впадает в Оку справа между деревнями Митрохино и Пожня.

## Притоки
Основной приток — ручей Вязовик — правый.

## Населённые пункты
На берегу реки расположены деревни Змейкино и Карпасы.